# Вирава (Медзилаборце)
Вирава (слч. Výrava) насељено је мјесто са административним статусом сеоске општине (слч. obec) у округу Медзилаборце, у Прешовском крају, Словачка Република.

## Становништво
| Година:    | 1994. | 2004.   | 2014.    | 2024.   |
| ---------- | ----- | ------- | -------- | ------- |
| Број људи: | 157   | 156     | 188      | 186     |
| Разлика:   |       | -0,63 % | +20,51 % | -1,06 % |

| Година:    | 2023. | 2024.   |
| ---------- | ----- | ------- |
| Број људи: | 185   | 186     |
| Разлика:   |       | +0,54 % |

Према подацима о броју становника из 2024. године насеље је имало 186 становника.